# Under Suspicion (film 1912)
Under Suspicion è un cortometraggio muto del 1912 diretto da Oscar Eagle.
J. Edward Hungerford firma con questo film la sua seconda sceneggiatura.

## Produzione
Il film fu prodotto dalla Selig Polyscope Company.

## Distribuzione
Distribuito dalla General Film Company, il film - un cortometraggio in una bobina - uscì nelle sale cinematografiche statunitensi l'8 luglio 1912.